# Joos Berry
Joos Berry (ur. 8 maja 1990) – szwajcarski narciarz dowolny, specjalizujący się w konkurencji skicross.

## Kariera
Starty na arenie międzynarodowej rozpoczął w lutym 2009 roku. Wtedy to zadebiutował w zawodach z cyklu Pucharu Europy w szwajcarskim Davos. W tym samym cyklu, w sezonie 2014/2015 zajął 7. miejsce w klasyfikacji skicrossu, z kolei sezon później był drugi.
W zawodach z cyklu Pucharu Świata po raz pierwszy wystąpił w grudniu 2012 roku we francuskim Val Thorens. W rozgrywanym tam konkursie zajął odległe, 47. miejsce. Pierwsze punkty w zawodach pucharowych wywalczył w grudniu 2017 roku. Podczas konkursu rozgrywanego również w Val Thorens był 15. W grudniu 2018 roku po raz pierwszy wygrał w zawodach PŚ. Dokonał tego we włoskim Innichen, jednocześnie notując swoje pierwsze podium w zawodach tej rangi. W lutym 2019 roku zadebiutował podczas mistrzostw świata w Solitude, w których uplasował się na 23. lokacie. Do tej pory nie startował w igrzyskach olimpijskich.

## Osiągnięcia

### Igrzyska olimpijskie
| Miejsce | Dzień     | Rok  | Miejscowość | Konkurencja | Zwycięzca  |
| ------- | --------- | ---- | ----------- | ----------- | ---------- |
| 16.     | 18 lutego | 2022 | Pekin       | Skicross    | Ryan Regez |

### Mistrzostwa świata
| Miejsce | Dzień     | Rok  | Miejscowość | Konkurencja | Zwycięzca        |
| ------- | --------- | ---- | ----------- | ----------- | ---------------- |
| 23.     | 2 lutego  | 2019 | Solitude    | Skicross    | François Place   |
| 14.     | 26 lutego | 2023 | Bakuriani   | Skicross    | Simone Deromedis |

### Puchar Świata

#### Miejsca w klasyfikacji generalnej
- sezon 2017/2018: 122.
- sezon 2018/2019: 66.
- sezon 2019/2020: 46.

#### Miejsca w klasyfikacji skicrossu
- sezon 2017/2018: 27.
- sezon 2018/2019: 15.
- sezon 2019/2020: 7.
- sezon 2020/2021: 12.
- sezon 2021/2022: 14.
- sezon 2022/2023: 13.

#### Miejsca na podium w zawodach
1. Innichen – 22 grudnia 2018 (skicross) – 1. miejsce
2. Innichen – 22 grudnia 2019 (skicross) – 1. miejsce
3. Arosa – 15 grudnia 2020 (skicross) – 3. miejsce
4. Sołniecznaja dolina – 13 marca 2021 (skicross) – 3. miejsce
5. Craigleith – 18 marca 2023 (skicross) – 3. miejsce